# 陶庙镇 (界首市)
陶庙镇，是中华人民共和国安徽省阜阳市界首市下辖的一个乡镇级行政单位。

## 行政区划
陶庙镇下辖以下地区：
朱寨村、许寨村、赵庄村、黄庄村、陶庙村、李腰村、孙小集村、孟庄村、陈平营村、前吕村、大吕营村、段寨村、王石村和赵寨村。